# Кэш, Пэт
Патрик Харт «Пэт» Кэш (англ. Patrick Hart «Pat» Cash, род. 27 мая 1965 года, Мельбурн, Австралия) — бывший австралийский профессиональный теннисист, победитель Уимблдонского турнира 1987 года в одиночном разряде.

## Достижения
В 1982 году 17-летний Кэш выиграл Уимблдонский турнир и открытый чемпионат США среди юниоров в одиночном разряде.
Профессионал с 1982 года. Выиграл 7 турниров в одиночном и 12 турниров в парном разряде.
Лучшие результаты в турнирах «Большого шлема»:
- Чемпион Уимблдона (1987) в одиночном разряде.
- Финалист Открытого чемпионата Австралии (1987, 1988) в одиночном разряде.
- Полуфиналист Открытого чемпионата США (1984) в одиночном разряде.
- Финалист Уимблдонского турнира в мужском парном разряде (1984 и 1985).

Двукратный обладатель Кубка Дэвиса (1983 и 1986) в составе сборной Австралии.
Свой последний турнир в одиночном разряде выиграл в 1990 году, в возрасте 25 лет. Завершил профессиональную карьеру в 1997 году.

## Интересные факты
Известен тем, что долгие годы выступал в клетчатой бандане, которая стала его отличительной чертой.

## Выступления в командных турнирах

### Финалы командных турниров (3)

#### Победы (2)
| №  | Год  | Турнир       | Команда                                                   | Соперник в финале                                      | Счёт |
| 1. | 1983 | Кубок Дэвиса | Австралия П. Кэш, Д. Фицджеральд, М. Эдмондсон,П. Макнами | Швеция М. Виландер, Й. Нюстрём, А. Яррид, Х. Симонссон | 3-2  |
| 2. | 1986 | Кубок Дэвиса | Австралия П. Кэш, П. Макнами, Д. Фицджеральд              | Швеция М. Пернфорс, С. Эдберг, А. Яррид                | 3-2  |

#### Поражения (1)
| №  | Год  | Турнир       | Команда                                       | Соперник в финале                | Счёт |
| 1. | 1990 | Кубок Дэвиса | Д. Кэхилл,П. Кэш, Д. Фицджеральд, Р. Фромберг | А. Агасси,М. Чанг,Р. Лич, Д. Пух | 2-3  |